# Janet Wright (Tennisspielerin)
Janet Wright (* 6. August 1953 in Los Angeles als Janet Newberry) ist eine ehemalige US-amerikanische Tennisspielerin.

## Karriere
Janet Wright gewann auf der WTA Tour je zwei Einzel- und Doppeltitel. 1973 stand sie im Mixed-Finale von Wimbledon, das sie an der Seite von Raúl Ramírez gegen Billie Jean King/Owen Davidson mit 3:6 und 2:6 verloren. 1975 und 1977 erreichte sie das Halbfinale der French Open.
1975 hatte sie vier Einsätze in der Fed-Cup-Mannschaft der Vereinigten Staaten, von denen sie drei gewann.

## Persönliches
Janet heiratete Frank Wright. 1991 starb Frank Wright, danach heiratete sich Ralph Howe.

## Turniersiege

### Einzel
| Nr. | Datum    | Turnier     | Kategorie          | Belag     | Finalgegnerin   | Ergebnis      |
| --- | -------- | ----------- | ------------------ | --------- | --------------- | ------------- |
| 1.  | Mai 1975 | Bournemouth | WTA Non-Tour Event | Hartplatz | Terry Holladay  | 7:9, 7:5, 6:3 |
| 2.  | Mai 1977 | Rom         | WTA Colgate Series | Sand      | Renáta Tomanová | 6:3, 7:6      |

### Doppel
| Nr. | Datum       | Turnier    | Kategorie                      | Belag           | Partnerin           | Finalgegnerinnen              | Ergebnis      |
| --- | ----------- | ---------- | ------------------------------ | --------------- | ------------------- | ----------------------------- | ------------- |
| 1.  | Juni 1978   | Chichester | WTA Colgate Series             | Rasen           | Pam Shriver         | Michelle Tyler Yvonne Vermaak | 3:6, 6:3, 6:4 |
| 2.  | Januar 1979 | Houston    | WTA Avon Championships Circuit | Teppich (Halle) | Martina Navratilova | Pam Shriver Betty Stöve       | 4:6, 6:4, 6:2 |